# Deric Dickens
Deric Dickens (* 3. November 1973) ist ein US-amerikanischer Jazz- und Improvisationsmusiker (Schlagzeug, Perkussion).

## Leben und Wirken
Dickens wuchs im Süden von Georgia auf, arbeitete zunächst als Lehrer von Drum and Buggle Corps und spielte als Erster Paukenist in lokalen Orchestern. In den folgenden Jahren wurde er professioneller Jazzmusiker. Er spielte u. a. mit Donald Ray Brown, Jerry Coker, Joe Fiedler, Daniel Carter, Michael Bates, Kirk Knuffke, Brad Linde und Jeff Lederer und tourte mit Robinella und JaLaLa (Janis Siegel, Laurel Massé, Lauren Kinhan). Zudem leitet er die Formationen Speed Date, Rocket #9, The Dickens Campaign und Left Bomb Bay; weiterhin ist er Co-Leader der Bands Dix Out, Team Players, Arabic for Beginners und Zero Point. 2011 nahm er mit Musikern wie Kirk Knuffke, Jeremy Udden, Jeff Lederer, Matt Wilson sein Debütalbum Speed Date (Mole Tree Music) auf. Mit dem Saxophonisten Jarrett Gilgore legte Dickens 2015 das gemeinsame Album Words Are Not Enough – Streams (Mole-Tree Music) vor, an dem auch die Trompeterin Jaimie Branch mitgewirkt hatte; inspiriert von den Duoaufnahmen Jimmy Lyons’ mit Andrew Cyrille entstand mit Gilgore im selben Jahr die Produktion Pallaksch!. Mit dem Saxophonisten Ben Cohen und dem Bassisten Ross Gallagher bildete er das Trio Viriditas.

## Diskographische Hinweise
- The Dickens Campain: Oh Lovely Appearance, mit Kirk Knuffke, Jesse Lewis (Mole-Tree Music, 2013)
- Zero Point: Daniel Carter, Deric Dickens, Marius Duboule, Michael Bates: Thoughts Become Matter (Mole-Tree Music, 2017)